# دوا (آهنگساز)
دوا (انگلیسی: Deva (music director)؛ زادهٔ ۲۰ نوامبر ۱۹۵۰) آهنگساز اهل هند است. وی از سال ۱۹۸۸ میلادی تاکنون مشغول فعالیت بوده‌است.

## فیلم‌شناسی
- سلام
- شکلات
- سرخ
- نظامی
- فانتوم
- ۱۲۳
- پامال کی.سامباندام
- نسیم خوشبختی